# Growing Grass
Growing Grass var en svensk musikgrupp från Stockholm.
Growing Grass startade som ett countryband som spelade bluegrass, swing, Bob Dylan och country. Bandet bestod av Björn Linné (sång, gitarr, mandolin, dobro), Lasse Johansson (sång, gitarr), Bosse Linné (sång, fiol), Jesper Lindberg (sång, gitarr, banjo) och Lennart Oswaldsson (sång, bas). De medverkade på den första gärdesfesten i Stockholm 1970. Vid tiden för deras andra album hade Lindberg ersatts av Staffan Skäre (bas, sång) och Ali Lundbohm (trummor). Bandet hade då även övergått till vänsterorienterade svenska texter skrivna av Björn Linné. Bosse Linné och Lundbohm var också medlemmar i Contact och Lundbohm i Vildkaktus. Lindberg, Skäre och Bosse Linné blev senare medlemmar i den skånska gruppen Grus i dojjan.

## Diskografi
Album
- 1971 – Growing Grass (MCA MAPS 4725)
- 1972 – Flyktförsök (Ljudspår 7101)

Singlar
- 1971 – "Livin' the Blues" / "You ain't Going Nowhere" (MCA MCS2100)
- 1971 – "Alligator Man" / "I'll Be Your Baby Tonight" (MCA MCS4724)